# إم. دبليو. ر. دي سيلفا
إم. دبليو. ر. دي سيلفا هو محامي سريلانكي، (ولد في أمبالانغودا ‏ في سريلانكا 1900  م).